# Aeroportul Petropavl
Aeroportul Petropavl (IATA: PPK, ICAO: UACP) este un aeroport din Petropavl, Provincia Kazahstanul de Nord, Kazahstan ce deservește zona Petropavl. Aeroportul a fost tranzitat în 2018 de 18.410 pasageri. A fost numit după zona deservită.
Situat la o altitudine de 139 m, aeroportul dispune de 1 pistă.

## Infrastructură

### Piste
Aeroportul dispune de o singură pistă. Pista are orientarea 05/23. 